# Aghbar
Aghbar (franska: Aghbar (CR), Aghbar (Commune Rurale), arabiska: تيزكين) är en kommun i Marocko. Den ligger i provinsen Al Haouz och regionen Marrakech-Safi, i den centrala delen av landet, 400 km söder om huvudstaden Rabat. Antalet invånare är 4 608.